# 放生乡
放生乡，是中华人民共和国四川省资阳市乐至县曾经下辖的一个乡。2019年12月，撤销放生乡，将原放生乡新庙村、宝鼎村及童家镇安乐村、群乐村、石板垭村、打鼓庙村、徐家桥村、黄岭铺村、刘痣垭村所属行政区域划归天池街道管辖，将原放生乡放生社区、应龙村、北门村、龚家湾村、金龙村、太平寨村、名井村、清溪村、星桥村、大龙沟村、青海寺村、八洞桥村、李木桥村、座牛堂村、甘家店村、黄泥店村、团福村所属行政区域划归童家镇管辖。

## 行政区划
放生乡撤销前下辖以下地区：
放生社区、团福村、应龙村、新庙村、宝鼎村、北门村、龚家湾村、金龙村、太平寨村、名井村、清溪村、星桥村、大龙沟村、青海寺村、八洞桥村、李木桥村、座牛堂村、甘家店村和黄泥店村。